# 盧克 (馬里蘭州)
盧克（英語：Luke）是一個位於美國馬里蘭州亞利加尼縣的市鎮。

## 人口
根據2020年美國人口普查的數據，盧克的面積為0.79平方千米，當中陸地面積為0.69平方千米，而水域面積為0.10平方千米。當地共有人口85人，而人口密度為每平方千米108人。